# مانولو بلانيك
مانويل «مانولو» بلانيك رودريغيز (بالإسبانية: Manolo Blahnik)‏ (من مواليد 27 نوفمبر 1942) مصمم أزياء إسباني ومؤسس العلامة التجارية الأحذية الراقية.

## روابط خارجية
- Official website
- Design Museum bio/profile